# Gulzarilal Nanda
Gulzarilal Nanda (în limba hindi गुलजारीलाल नन्दा) (n. 4 iulie 1898; d. 15 ianuarie 1998) a fost un prim ministru interimar al Indiei în perioadele 27 mai - 9 iunie 1964 și 11 – 24 ianuarie 1966.